# Comuna Cervonîi Promin, Krînîcikî
Cervonîi Promin (în ucraineană Червоний Промінь) este o comună în raionul Krînîcikî, regiunea Dnipropetrovsk, Ucraina, formată din satele Cervonîi Promin (reședința), Hrușivka, Iehorivka, Olenivka și Volodîmîrivka.

## Demografie
Componența lingvistică a satului Cervonîi Promin
     Ucraineană (95,34%)
     Rusă (3,52%)
     Alte limbi (0,57%)
Conform recensământului din 2001, majoritatea populației satului Cervonîi Promin era vorbitoare de ucraineană (95,34%), existând în minoritate și vorbitori de rusă (3,52%).